# ام میال
ام میال (به عربی: أم میال) یک روستا در سوریه است که در ناحیه سعن واقع شده‌است. ام میال ۶۰۵ نفر جمعیت دارد.